# Snutan
Snutan var ett torp under Bergaholm i Salems socken i Stockholms län. Torpet tycks ha uppstått genom en sammanslagning av byn Åby (Lilla och Stora Åby). På en karta från 1702 heter platsen Västantorp.
När professor Sigurd Erixon dokumenterade Snutans byggnader på 1930-talet, anslog han att torpstugan var från 1770-talet. Stugan var en knuttimrad enkelstuga i en våning och hade ingång från gaveln. Gavelingång var ganska vanligt i mindre byggnader i östra Södermanland. När Erixon studerade torpbyggnaden, visade det sig att torpet tidigare hade haft en ingång från byggnadens främre långsida. Den ingången var igensatt, till fördel för gavelingången. Erixon antog att ändringen berodde på inspiration från ett annat torp i socknen; torpet Övre Kolbotten där ingången till stugan gick från gaveln på byggnaden.
Till Snutan hörde ladugård, källare och diverse bodar.
Snutan revs 1932. Lämningarna efter torpet är registrerade som fornlämning (RAÄ Salem 232:1).
Salems hembygdsförening har satt upp en torpskylt som markerar läget för torpet.